# باري ديفيز (لاعب اتحاد الرغبي)
باري ديفيز (بالإنجليزية: Barry Davies)‏ هو لاعب اتحاد الرغبي بريطاني، ولد في 5 مارس 1981 في كارماذن ‏ في المملكة المتحدة.